# Ignasi Puig i Simon
Ignasi Puig i Simon (Manresa, Bages, 14 de desembre de 1887 - Barcelona, 16 d'octubre de 1961) fou un jesuita, químic, astrònom, científic, professor i publicista català.
Ingressà al seminari de la Companyia de Jesús al Monestir de Veruela el 1903. Més tard, estudià Filosofia a Roquetes i Teologia al Col·legi Sant Ignasi de Sarrià, sent ordenat sacerdot el 1920. Des d'aleshores, es va dedicar a l'ensenyament de la Teologia i la Filosofia, activitat que compaginà amb estudis de Física i Astronomia. Des del 1912 al 1916 va exercir de professor al Col·legi Oriola, i més endavant a l'Institut Químic de Sarrià des del 1921 fins al 1924. Entre el 1925 i el 1934 fou sotsdirector de l'Observatori Astronòmic de l'Ebre, on es va fer càrrec de la secció de mesures elèctriques i magnètiques. El 1930 la Santa Seu li va confiar la creació de l'observatori a Addis Abeba, però el conflictes existents a Etiòpia el va fer desistir del projecte.
El 1934 fou destinat a l'Observatori de Física Còsmica de San Miguel, a prop de Buenos Aires, fent-se càrrec de la direcció del centre fins al 1944, i realitzant investigacions sobre els fenòmens elèctrics i la relativitat. Aquell mateix any va tornar a Barcelona per fer-se càrrec de la direcció de la revista de divulgació científica "Iberica", en la seva segona època, càrrec que va ocupar fins al 1961.
Es dedicà de ple a l'astronomia, i va mantenir relacions d'intercanvi científic amb els observatoris argentins de La Plata, Còrdova, Pilar, La Quiaca i també els d'altres països, com el de Montevideo a l'Uruguai o el de Porto Alegre al Brasil. A més, va esdevenir membre de diverses acadèmies de l'Argentina i del Brasil.
Va impartir un gran nombre de conferències pronunciades i editades a Amèrica del Sud, i va ser autor de diverses obres de text, sobre química, radioactivitat, ciència magnètica, història natural, etc.

## Publicacions[3]
- Vademecum del químico (1924)
- Astronomía popular (1933)
- Actualidades científicas (1938-40)
- La pluralidad de los mundos habitados (1941)
- Materia y energía... (1942)
- La energía nuclear (1954)
- Los satélites rusos y americanos (1958).